# 寇蒂斯鷹系列
寇蒂斯鷹系列為柯蒂斯-萊特公司所設計的各式戰鬥機，由於寇蒂斯公司的偏好，因此此公司生產的戰機名稱都帶有鷹（hawk）的名稱，中文戰史中出現的霍克系列即為此公司的機種。

## 34型，鷹一型
34型XPW-8B實驗機
34A型P-1鷹式單座戰鬥機
34B型P-2單座單座戰鬥機，另外有稱為日本鷹的出口版本P-6S
34C型F6C-1鷹式單座戰鬥機
34D型F6C-2鷹式單座戰鬥機
34E型F6C-3鷹式單座戰鬥機
34G型P-1A鷹式單座戰鬥機
34H型F6C-4.XF6C-5.F6C-6.XF6C6.XF6C-7鷹式單座戰鬥機
34I型P-1B鷹式單座戰鬥機
34J型XAT-1.AT-4.P-1D教練機
34K型AT-5.P-1E教練機
34L型P-5鷹式單座高空戰鬥機
34M型AT-5A.P-1F教練機
34N型P-3A.XP-3A鷹式
34O型P-1C鷹式單座戰鬥機
34K型XP-6鷹式單座戰鬥機
34P型XP-6A.P-6.P-6A.XP-6B.P-6D鷹式單座戰鬥機

## 35型/63型鷹二型，火雞鷹&蒼鷹
35型Y1P-22原型機，後更名為P-6E單座戰鬥機
35B型P-6E.XP-6G.XP-6H單座戰鬥機
47型P-6E鷹二式，於1934年7月售予挪威的機種款式
63型XP-23鷹二式.YP-23測試機

## 43型，海鷹
43型F7C-1.XF7C-2.XF7C-3單座戰鬥機

## 58型，雀鷹
58型XF9C-1實驗用單座戰機
58A型XF9C-2.XF9C-3實驗用單座戰機

## 64型，蒼鷹
64型XF11C-1.XBFC-1原型機
64A型XF11C-2.XBFC-2.F11C-2.BFC-2單座戰鬥轟炸機
67A型XF11C-3原型機

## 68型，蒼鷹&鷹三型&鷹四型
68型：美國海軍編號XBFC2-1,BF2C-1的單座戰鬥轟炸機
68B型鷹三型，售予泰國以及土耳其
68C型鷹三型，售予中華民國，中華民國稱此機種為霍克三或是新霍克
79型鷹四型，鷹三型裝設全罩式座艙的修改版，售予阿根廷

## 75型，莫霍克（Mohawk）
75A-1莫霍克一型，售予法國，後轉售芬蘭
75A-2莫霍克二型，售予法國，後轉售英國交由南非空軍使用
75A-3莫霍克三型，售予法國，後轉售英國於緬甸使用
75A-4莫霍克四型，由印度斯坦飛機製造廠製造
75A-5鷹75型A-5，摩漢克四型，中華民國訂購此型機種並在印度製造
75A-6鷹75型A-6，售予挪威，後轉售芬蘭
75A-7鷹75型A-7，售予荷蘭並在印尼使用
75A-8P-36G，售予挪威，後轉售加拿大.祕魯
75A-9莫霍克四型，售予波斯，而後這批戰機在英國入侵時英國搶奪並將這批飛機轉用於印度
H75C-1寇蒂斯H75-C1
75EY1P-36，引擎測試用驗證機
75H75H型，由中華民國政府購買送給陳納德的鷹75型，僅生產1架
75IXP-37.YP-37，使用艾利森引擎的測試機
75J75A型驗證機
75LP-36A.P-36B.P-36C.XP-36D.XP-36E.XP-36F，美國空軍使用
75M鷹75M型，售予中華民國
75N鷹75N型，售予暹羅（泰國）
75O鷹75O型，對阿根廷授權生產的鷹75型，29架由寇蒂斯廠製作，阿根廷自行生產了200架
75PXP-40，P-40戰鬥機的原型機
75Q鷹75Q型，中華民國訂購修改鷹75型驗證機
75R75K型驗證機
75SXP-42，國家航空諮詢委員會測試機，用於測試發動機整流罩

## 81型，戰斧（Tomahawk）
H81-AP-40A偵查戰機
H81-A1戰斧一型，加拿大空軍使用
H81-A2戰斧二A型。戰斧二B型，英國皇家空軍。南非空軍使用，主要用於北非戰場
H81-A3戰斧二A/B型.P-40B/C，使用者為中華民國空軍飛虎隊，美國空軍
H81-AGXP-40G.P-40G，美國空軍使用
H81-BP-40B.戰斧二型，蘇聯。英國皇家空軍使用

## 87型，小鷹&戰鷹
87A2P-40D.小鷹一型，英國皇家空軍。加拿大。土耳其空軍使用
87A3P-40L.P-40F-5.P-40R.小鷹一A型，澳洲。加拿大。紐西蘭空軍使用
87A4P-40E-1.小鷹一A型，澳洲。加拿大。紐西蘭空軍使用
87B2P-40E.P-40J.P-40K.P-40K-20.P-40M.小鷹三型。戰斧，美國空軍。蘇聯。澳洲。加拿大。紐西蘭空軍使用
87B3XP-40F.YF-40F，原型機
87DP-40F.小鷹二型，美國空軍。自由法國使用
87MP-40N戰鷹，美國空軍。中華民國空軍使用
87V/WP-40N-1.P-40P.TP-40.小鷹四型，蘇聯。澳洲。加拿大。紐西蘭空軍使用
87XXP-40Q戰鷹，美國空軍使用

## 97型，SC海鷹
97A型XSC-1原型機
97B型SC-1單人水上偵察機
97C型XSC-2原型機
97D型SC-2單人水上偵察機